# 2007年网球大师杯赛
2007年网球大师杯赛（2007 Tennis Masters Cup）于2007年11月12日-11月19日在中国上海的上海旗忠森林体育城网球中心举行。

## 冠军

### 单打
罗杰·费德勒 擊敗  大卫·费雷尔（6–2、6–3、6–2）
- 這是费德勒今年第8座單打冠軍，也是生涯第53座單打冠軍，亦是第4座年終賽單打冠軍。

### 雙打
馬克·諾爾斯 /  丹尼爾·內斯特 擊敗  西蒙·阿斯博林 /  尤利安·克諾夫萊（6–2、6–3）

## 外部連結
- 官方網址（页面存档备份，存于）
- 單打籤表
- 雙打籤表